# Championnat de Belgique de football de quatrième division 1967-1968
Navigation
saison précédente saison suivante
Le Championnat de Belgique de football D4 1967-1968 est la seizième édition du championnat de Promotion belge en tant que 4e niveau national.
Depuis la fin de la saison précédente, le R. Stade Louvaniste (matricule 18) change son appellation pour adopter une dénomination en néerlandais, et devient le K. Stade Leuven.
Ce changement d'appellation se trouve dans la logique des revendications communautaires flamandes qui agitent la Belgique à cette époque, dont l'épisode du « Walen buiten ! » (Wallons dehors !). À partir de ce moment, plusieurs autres cercles sportifs en général et de football en particulier, situés en Région flamande  optent pour une dénomination néerlandaise.

## Clubs participants
Le nom des clubs est celui employés à l'époque. Les matricule renseignés en caractères gras existent encore en 2014-2015.

### Série A

#### Localisation – Série A
| \| Abréviation: · WEV = FC Sportverbr. Wevelgem · à l'Ouest de Courtrai Grimbergen Opwijk Lebbeke Blankenberge VCS Yprois Deinze Menin St. Courtrai Courtrai Sp. Meulebeke Izegem WEV Pamel Tournai Frameries Boussu \| Localisation des clubs engagés en Promotion A 1967-1968 |
| Abréviation: · WEV = FC Sportverbr. Wevelgem · à l'Ouest de Courtrai Grimbergen Opwijk Lebbeke Blankenberge VCS Yprois Deinze Menin St. Courtrai Courtrai Sp. Meulebeke Izegem WEV Pamel Tournai Frameries Boussu                                                               |

#### Participants Série A
| #  | Nom                                          | Mat. | Ville        | Stades       | Provinces       | En Prom depuis  | Total en Prom. | Saison précéd.                   |
| -- | -------------------------------------------- | ---- | ------------ | ------------ | --------------- | --------------- | -------------- | -------------------------------- |
| 1  | Koninklijke Kortrijk Sport                   | 19   | Courtrai     | Guldensporen | Fl. occidentale | 1967-1968 (1re) | 1 saison       | Div. 3 - Série A, 15e            |
| 2  | Royale Union Sportive Tournaisienne          | 26   | Tournai      | G. Horlait   | Hainaut         | 1962-1963 (5e)  | 7 saisons      | 2e Série B                       |
| 3  | Koninklijke Sportvereniging Blankenberge     | 48   | Blankenberge | ???          | Fl. occidentale | 1957-1958 (11e) | 11 saisons     | 7e Série B                       |
| 4  | Koninklijke Sport-Club Menen                 | 56   | Menin        | ??           | Fl. occidentale | 1956-1957 (12e) | 13 saisons     | 3e Série B                       |
| 5  | Koninklijke Vereniging Cercle Sportif Yprois | 100  | Ypres        | ???          | Fl. occidentale | 1961-1962 (7e)  | 13 saisons     | 4e Série B                       |
| 6  | Koninklijke Stade Kortrijk                   | 161  | Courtrai     | Weverstraat  | Fl. occidentale | 1963-1964 (5e)  | 6 saisons      | 10e Série B                      |
| 7  | Koninklijke Maatschappij Sport Kring Deinze  | 818  | Deinze       | ??           | Fl. orientale   | 1960-1961 (8e)  | 13 saisons     | 6e Série B                       |
| 8  | Koninklijke Football Club Izegem             | 935  | Izegem       | Gemeentelijk | Fl. occidentale | 1966-1967 (2e)  | 3 saisons      | 5e Série B                       |
| 9  | Koninklijke Football Club Meulebeke          | 1255 | Meulebeke    | ???          | Fl. occidentale | 1965-1966 (3e)  | 3 saisons      | 12e Série B                      |
| 10 | Sportkring Lebbeke                           | 2558 | Lebbeke      | ???          | Fl. orientale   | 1958-1959 (10e) | 10 saisons     | 11e Série B                      |
| 11 | Bosquetia Football Club Frameries            | 2715 | Frameries    | ???          | Hainaut         | 1966-1967 (2e)  | 2 saisons      | 7e Série D                       |
| 12 | Koninklijke Sportkring St-Paulus Opwijk      | 4013 | Opwijk       | ???          | Brabant         | 1963-1964 (5e)  | 5 saisons      | 13e Série B                      |
| 13 | Football Club Denderzonen Pamel              | 4184 | Pamel        | ???          | Brabant         | 1966-1967 (2e)  | 7 saisons      | 11e Série D                      |
| 14 | Royal Sporting Club Boussu-Bois              | 167  | Boussu       | Vedette      | Hainaut         | 1967-1968 (1re) | 4 saisons      | montant Prov. de Hainaut         |
| 15 | Koninklijle Sport-Club Grimbergen            | 1021 | Grimbergen   | ???          | Brabant         | 1967-1968 (1re) | 1 saison       | montant Prov. de Brabant         |
| 16 | Football Club Sportverbroedering Wevelgem    | 2997 | Wevelgem     | ???          | Fl. occidentale | 1967-1968 (1re) | 2 saisons      | montant Prov. de Fl. occidentale |

### Série B
| #  | Nom                                               | Mat. | Ville        | Stades           | Provinces     | En Prom depuis  | Total en Prom. | Saison précéd.                 |
| -- | ------------------------------------------------- | ---- | ------------ | ---------------- | ------------- | --------------- | -------------- | ------------------------------ |
| 1  | Voorwaarts Tienen                                 | 3229 | Tirlemont    | Kabbeeksepoort   | Brabant       | 1967-1968 (1re) | 5 saison       | Div. 3 - Série B, 16e          |
| 2  | Koninklijke Stade Leuven                          | 18   | Louvain      | Den Dreef        | Brabant       | 1952-1953 (10e) | 10 saisons     | 7e Série C                     |
| 3  | Koninklijke Tubantia Borgerhout Football Club     | 64   | Borgerhout   | Rivierenhof      | Anvers        | 1963-1964 (5e)  | 7 saisons      | 9e Série A                     |
| 4  | Koninklijke Sport-Club Maccabi Voetbal Antwerpen  | 201  | Hoboken      | Karel Duboislaan | Anvers        | 1963-1964 (5e)  | 7 saisons      | 4e Série A                     |
| 5  | Koninklijke Football Club Duffel                  | 284  | Duffel       | ???              | Anvers        | 1962-1963 (6e)  | 9 saisons      | 11e Série A                    |
| 6  | Koninklijke Sportkring Hoboken                    | 285  | Hoboken      | Lumbeekstraat    | Anvers        | 1958-1959 (10e) | 13 saisons     | 10e Série A                    |
| 7  | Koninklijke Football club Verbroedering Geel      | 395  | Geel         | Leunen           | Anvers        | 1962-1963 (6e)  | 6 saisons      | 12e Série C                    |
| 8  | Koninklijke Voetbal Klub Waaslandia Burcht        | 557  | Burcht       | Weversberg       | Anvers        | 1966-1967 (2e)  | 7 saisons      | 6e Série A                     |
| 9  | Koninklijke Voetbal Vereniging Looi Sport         | 565  | Tessenderlo  | ???              | Limbourg      | 1966-1967 (2e)  | 8 saisons      | 3e Série C                     |
| 10 | Koninklijke Football Club Lentezon Beerse         | 599  | Beerse       | ???              | Anvers        | 1965-1966 (3e)  | 3 saisons      | 6e Série C                     |
| 11 | Koninklijke Football Club De Sportvrienden Nijlen | 1065 | Nijlen       | ???              | Anvers        | 1966-1967 (2e)  | 8 saisons      | 11e Série C                    |
| 12 | Koninklijke Football Club Scela Zele              | 1837 | Zele         | ??               | Fl. orientale | 1956-1957 (12e) | 12 saisons     | 8e Série B                     |
| 13 | Hoogstraten Voetbal Vereniging                    | 2366 | Hoogstraten  | Seminarie        | Anvers        | 1964-1965 (4e)  | 4 saisons      | 5e Série C                     |
| 14 | Koninklijke Football Club Sporting St-Gillis/Waas | 4385 | St-Gillis/W. | ???              | Fl. orientale | 1962-1963 (6e)  | 6 saisons      | 9e Série B                     |
| 15 | Koninklijke Football Club Standaard Lokeren       | 1783 | Lokeren      | ???              | Fl. orientale | 1967-1968 (1re) | 1 saison       | montant Prov. de Fl. orientale |
| 16 | Football Club Verbroedering Meerhout              | 2169 | Meerhout     | ???              | Anvers        | 1967-1968 (1re) | 1 saison       | montant Prov. d'Anvers         |

#### Localisation – Série B
| \| Anvers: · K. Tubantia Borgerhout FC · K. Hoboken SK · K. SC Maccabi VA Anvers Burcht Duffel Zele Lokeren St-Gillis Hoogstraten Beerse Nijlen Geel Meerhout Looi St. Leuven Tirlemont \| Localisation des clubs engagés en Promotion B 1967-1968 |
| Anvers: · K. Tubantia Borgerhout FC · K. Hoboken SK · K. SC Maccabi VA Anvers Burcht Duffel Zele Lokeren St-Gillis Hoogstraten Beerse Nijlen Geel Meerhout Looi St. Leuven Tirlemont                                                               |

### Série C
| #  | Nom                                       | Mat. | Ville              | Stades             | Provinces  | En Prom depuis  | Total en Prom. | Saison précéd.              |
| -- | ----------------------------------------- | ---- | ------------------ | ------------------ | ---------- | --------------- | -------------- | --------------------------- |
| 1  | Royal Wavre Sport                         | 79   | wavre              | ???                | Brabant    | 1967-1968 (1re) | 3 saisons      | Div. 3 - Série B, 15e       |
| 2  | Union Basse-Sambre Auvelais               | 4290 | Auvelais           | ???                | Namur      | 1967-1968 (1re) | 4 saisons      | Div. 3 - Série A, 16e       |
| 3  | Royal Football Club La Rhodienne          | 6    | Rhode-Saint-Genèse | Wauterbos          | Brabant    | 1966-1967 (2e)  | 11 saisons     | 8e Série D                  |
| 4  | Royal Uccle Sport                         | 15   | Uccle              | Chée de Neerstalle | Brabant    | 1965-1966 (3e)  | 3 saisons      | 3e Série D                  |
| 5  | Royal Club Sportif de Schaerbeek          | 55   | Schaerbeek         | Parc Josaphat      | Brabant    | 1966-1967 (2e)  | 6 saisons      | 13e Série A                 |
| 6  | Royal Cercle Sportif Brainois             | 75   | Braine-l'Alleud    | ???                | Brabant    | 1963-1964 (5e)  | 10 saisons     | 13e Série D                 |
| 7  | Royale Jeunesse Arlonaise                 | 143  | Arlon              | Beau Site          | Luxembourg | 1963-1964 (5e)  | 9 saisons      | 9e Série D                  |
| 8  | Royal Excelsior Sporting Club Virton      | 200  | Virton             | Faubourg d'Arival  | Luxembourg | 1960-1961 (8e)  | 8 saisons      | 10e Série D                 |
| 9  | Royal Sporting Club Athusien              | 254  | Athus              | ???                | Luxembourg | 1965-1966 (3e)  | 11 saisons     | 6e Série D                  |
| 10 | Royal Sporting Club Union & Progrès Jette | 474  | Jette              | ???                | Brabant    | 1964-1965 (4e)  | 8 saisons      | 5e Série A                  |
| 11 | Léopold Club Bastogne                     | 2263 | Bastogne           | ???                | Luxembourg | 1964-1965 (4e)  | 11 saisons     | 2e Série D                  |
| 12 | Football Club Overijse                    | 3028 | Overijse           | ???                | Brabant    | 1965-1966 (3e)  | 3 saisons      | 4e Série D                  |
| 13 | Football Club Farciennes                  | 4776 | Farciennes         | ???                | Hainaut    | 1964-1965 (4e)  | 4 saisons      | 5e Série D                  |
| 14 | Royal Cercle Sportif La Forestoise        | 51   | Forest             | Communal           | Brabant    | 1967-1968 (1re) | 8 saisons      | montant Prov. de Brabant    |
| 15 | Royal Cercle Sportif Halanzy              | 1245 | Halanzy            | ???                | Luxembourg | 1967-1968 (1re) | 1 saison       | montant Prov. de Luxembourg |
| 16 | Royal Dinant Football Club                | 1657 | Dinant             | Citadelle          | Namur      | 1967-1968 (1re) | 3 saisons      | montant Prov. de Namur      |

#### Localisation – Série C
| \| Bruxelles: · R. CS La Forestoise · R. SCUP Jette · R. CS Schaerbeek · R. Uccle Sport Bruxelles La Rhodienne Overijse Braine Wavre Farciennes Auvelais Dinant Arlon Virton Bastogne Athus Halanzy \| Localisation des clubs engagés en Promotion C 1967-1968 |
| Bruxelles: · R. CS La Forestoise · R. SCUP Jette · R. CS Schaerbeek · R. Uccle Sport Bruxelles La Rhodienne Overijse Braine Wavre Farciennes Auvelais Dinant Arlon Virton Bastogne Athus Halanzy                                                               |

##### Localisation des clubs bruxellois
Les 4 cercles bruxellois sont :
(2) R. SCUP Jette
(8) R. CS La Forestoise
(9) Uccle Sport
(12) R. CS Schaerbeek

### Série D
| #  | Nom                                              | Mat. | Ville       | Stades       | Provinces | En Prom depuis  | Total en Prom. | Saison précéd.            |
| -- | ------------------------------------------------ | ---- | ----------- | ------------ | --------- | --------------- | -------------- | ------------------------- |
| 1  | Royal Herve Football Club                        | 32   | Herve       | ??           | Liège     | 1954-1955 (14e) | 14 saisons     | 2e Série A                |
| 2  | Koninklijke Tongerse Sportvereniging Cercle      | 54   | Tongres     | ???          | Limbourg  | 1964-1965 (4e)  | 6 saisons      | 2e Série C                |
| 3  | Koninklijke Patria Football Club Tongeren        | 73   | Tongres     | ??           | Limbourg  | 1955-1956 (12e) | 12 saisons     | 8e Série C                |
| 4  | Royale Union Hutoise Football Club               | 76   | Huy         | ???          | Liège     | 1966-1967 (2e)  | 15 saisons     | 12e Série D               |
| 5  | Royal Football Club Union La Calamine            | 526  | La Calamine | ???          | Liège     | 1966-1967 (2e)  | 2 saisons      | 7e Série A                |
| 6  | Koninklijke Football Club Moedige Duivels Halen  | 1051 | Halen       | ???          | Limbourg  | 1965-1966 (3e)  | 3 saisons      | 9e Série C                |
| 7  | Koninklijke Helzold Football Club Zolder         | 1488 | Zolder      | ??           | Limbourg  | 1964-1965 (5e)  | 12 saisons     | 4e Série C                |
| 8  | Witgoor Sport Dessel                             | 2065 | Dessel      | ???          | Anvers    | 1961-1962 (7e)  | 7 saisons      | 13e Série C               |
| 9  | Union Momalloise                                 | 2947 | Momalle     | ??           | Liège     | 1962-1963 (6e)  | 6 saisons      | 12e Série A               |
| 10 | Union Sportive Ferrières                         | 3449 | Ferrières   | ???          | Liège     | 1966-1967 (2e)  | 2 saisons      | 3e Série A                |
| 11 | Sporting Alken                                   | 3916 | Alken       | ???          | Limbourg  | 1964-1965 (4e)  | 4 saisons      | 10e Série C               |
| 12 | Alliance Sportive Eupen                          | 4276 | Eupen       | Kehrweg      | Liège     | 1961-1962 (7e)  | 9 saisons      | 8e Série A                |
| 13 | Royal Dolhain Football Club                      | 9    | Dolhain     | ???          | Liège     | 1967-1968 (1re) | 1 saison       | montant Prov. de Liège    |
| 14 | Association Sportive Herstalienne Société Royale | 82   | Herstal     | ???          | Liège     | 1967-1968 (1re) | 6 saisons      | montant Prov. de Liège    |
| 15 | Koninklijke Football Club Dessel Sport           | 606  | Dessel      | Lorze        | Anvers    | 1967-1968 (1re) | 1 saison       | montant Prov. d'Anvers    |
| 16 | Koninklijke Football Club Lommelse Sport Kring   | 1986 | Lommel      | Gemeentelijk | Limbourg  | 1967-1968 (1re) | 8 saisons      | montant Prov. de Limbourg |

#### Localisation – Série D
| \| W. Dessel Dessel Sp. Lommel Helzold Halen Alken Patria Tongres Tongres Cercle Herstal Momalle Huy Herve Dolhain Eupen La Calamine Ferrières \| Localisation des clubs engagés en Promotion D 1967-1968 |
| W. Dessel Dessel Sp. Lommel Helzold Halen Alken Patria Tongres Tongres Cercle Herstal Momalle Huy Herve Dolhain Eupen La Calamine Ferrières                                                               |

## Classements & Résultats
- Le nom des clubs est celui employé à l'époque

Légende
- Clubs champions et promus en Division 3 la saison suivante
- Clubs relégués en Première provinciale la saison suivante

Abréviations
 : Clubs relégués de « Division 3 » depuis la saison précédente 
: Clubs promus de Première provinciale depuis la saison précédente

### Classement final - Série A
| Rang | Équipe                  | Pts | J  | G  | N  | P  | Bp | Bc  | Diff |
| ---- | ----------------------- | --- | -- | -- | -- | -- | -- | --- | ---- |
| 1    | K. SC MENEN             | 41  | 30 | 16 | 9  | 5  | 54 | 23  | +31  |
| 2    | K. Kortrijk Sport       | 39  | 30 | 16 | 7  | 7  | 59 | 34  | +25  |
| 3    | SK Lebbeke              | 37  | 30 | 15 | 7  | 8  | 45 | 29  | +16  |
| 4    | K. SC Grimbergen        | 37  | 30 | 14 | 9  | 7  | 38 | 25  | +13  |
| 5    | K. Stade Kortrijk       | 37  | 30 | 13 | 11 | 6  | 55 | 34  | +21  |
| 6    | K. FC Meulebeke         | 35  | 30 | 14 | 7  | 9  | 48 | 34  | +14  |
| 7    | K. Vereniging CS Yprois | 34  | 30 | 12 | 10 | 8  | 46 | 34  | +12  |
| 8    | Bosquetia FC Frameries  | 33  | 30 | 13 | 7  | 10 | 67 | 56  | +11  |
| 9    | R. US Tournaisienne     | 31  | 30 | 13 | 5  | 12 | 52 | 44  | +8   |
| 10   | R. SC Boussu-Bois       | 29  | 30 | 11 | 7  | 12 | 41 | 49  | -8   |
| 11   | K. SV Blankenberge      | 28  | 30 | 9  | 10 | 11 | 32 | 40  | -8   |
| 12   | FC Sportverbr. Wevelgem | 28  | 30 | 8  | 12 | 10 | 41 | 38  | +3   |
| 13   | K. FC Izegem            | 27  | 30 | 10 | 7  | 13 | 57 | 53  | +4   |
| 14   | KM SK Deinze            | 25  | 30 | 9  | 7  | 14 | 42 | 60  | -18  |
| 15   | SK Sint-Paulus Opwijk   | 12  | 30 | 3  | 6  | 21 | 20 | 63  | -43  |
| 16   | FC Denderzonen Pamel    | 7   | 30 | 1  | 5  | 24 | 28 | 109 | -81  |

### Classement final - Série B
| Rang | Équipe                        | Pts | J  | G  | N  | P  | Bp | Bc | Diff |
| ---- | ----------------------------- | --- | -- | -- | -- | -- | -- | -- | ---- |
| 1    | K. SC MACCABI VOETBAL ANTWERP | 44  | 30 | 18 | 8  | 4  | 43 | 23 | +20  |
| 2    | K. FC SV Nijlen               | 39  | 30 | 16 | 7  | 7  | 50 | 34 | +16  |
| 3    | FC Verbroedering Meerhout     | 38  | 30 | 13 | 12 | 5  | 52 | 32 | +20  |
| 4    | Voorwaarts Tienen             | 33  | 30 | 13 | 7  | 10 | 51 | 34 | +17  |
| 5    | K. Tubantia Borgerhout FC     | 33  | 30 | 13 | 7  | 10 | 51 | 36 | +15  |
| 6    | K. FC Verbroedering Geel      | 33  | 30 | 13 | 7  | 10 | 41 | 32 | +9   |
| 7    | Hoogstraten VV                | 32  | 30 | 13 | 6  | 11 | 52 | 37 | +15  |
| 8    | K. VV Looi Sport Tessenderlo  | 32  | 30 | 12 | 8  | 10 | 54 | 46 | +8   |
| 9    | K. FC Duffel                  | 31  | 30 | 11 | 9  | 10 | 41 | 42 | -1   |
| 10   | K. Stade Leuven               | 29  | 30 | 11 | 7  | 12 | 32 | 35 | -3   |
| 11   | K. FC Lentenzon Beerse        | 29  | 30 | 11 | 7  | 12 | 29 | 34 | -5   |
| 12   | K. FC Scela Zele              | 27  | 30 | 10 | 7  | 13 | 44 | 52 | -8   |
| 13   | K. Standaard FC Lokeren       | 26  | 30 | 10 | 6  | 14 | 31 | 43 | -12  |
| 14   | K. FC Waaslandia Burcht       | 19  | 30 | 7  | 5  | 18 | 40 | 80 | -40  |
| 15   | K. Hoboken SK                 | 18  | 30 | 6  | 6  | 18 | 29 | 59 | -30  |
| 16   | FC Sporting Sint-Gillis/Waas  | 17  | 30 | 4  | 9  | 17 | 30 | 51 | -21  |

### Classement final - Série C
| Rang | Équipe                | Pts | J  | G  | N  | P  | Bp | Bc | Diff |
| ---- | --------------------- | --- | -- | -- | -- | -- | -- | -- | ---- |
| 1    | R. CS LA FORESTOISE   | 47  | 30 | 20 | 7  | 3  | 72 | 33 | +39  |
| 2    | Léopold Club Bastogne | 39  | 30 | 16 | 7  | 7  | 78 | 44 | +34  |
| 3    | R. SCUP Jette         | 38  | 30 | 16 | 6  | 8  | 53 | 34 | +19  |
| 4    | R. Uccle Sport        | 35  | 30 | 12 | 11 | 7  | 44 | 31 | +13  |
| 5    | FC Overijse           | 35  | 30 | 11 | 13 | 6  | 40 | 33 | +7   |
| 6    | R. Dinant FC          | 32  | 30 | 12 | 8  | 10 | 56 | 52 | +4   |
| 7    | R. Jeunesse Arlonaise | 31  | 30 | 13 | 5  | 12 | 58 | 49 | +9   |
| 8    | R. Excelsior Virton   | 31  | 30 | 11 | 9  | 10 | 47 | 41 | +6   |
| 9    | R. CS Brainois        | 31  | 30 | 10 | 11 | 9  | 34 | 32 | +2   |
| 10   | R. FC La Rhodienne    | 29  | 30 | 11 | 7  | 12 | 38 | 55 | -17  |
| 11   | R. SC Athusien        | 27  | 30 | 9  | 9  | 12 | 54 | 70 | -16  |
| 12   | FC Farciennes         | 25  | 30 | 8  | 9  | 13 | 33 | 51 | -18  |
| 13   | R. CS Halanzy         | 22  | 30 | 9  | 4  | 17 | 35 | 54 | -19  |
| 14   | R. Wavre Sports       | 22  | 30 | 8  | 6  | 16 | 33 | 48 | -15  |
| 15   | R. CS Schaerbeek      | 20  | 30 | 7  | 6  | 17 | 40 | 56 | -16  |
| 16   | UBS Auvelais          | 16  | 30 | 5  | 6  | 19 | 31 | 63 | -32  |

### Classement final - Série D
| Rang | Équipe                      | Pts | J  | G  | N | P  | Bp | Bc | Diff |
| ---- | --------------------------- | --- | -- | -- | - | -- | -- | -- | ---- |
| 1    | Witgoor Sport Dessel        | 42  | 30 | 18 | 6 | 6  | 68 | 30 | +38  |
| 2    | AS Eupen                    | 42  | 30 | 18 | 6 | 6  | 72 | 36 | +36  |
| 3    | K. Patria FC Tongeren       | 41  | 30 | 17 | 7 | 6  | 61 | 28 | +33  |
| 4    | R. Herve FC                 | 39  | 30 | 17 | 5 | 8  | 63 | 44 | +19  |
| 5    | K. FC Dessel Sport          | 37  | 30 | 16 | 5 | 9  | 57 | 42 | +15  |
| 6    | FC Lommelse SK              | 36  | 30 | 16 | 4 | 10 | 63 | 44 | +19  |
| 7    | US Ferrières                | 36  | 30 | 16 | 4 | 10 | 59 | 54 | +5   |
| 8    | K. FC Moedige Duivels Halen | 34  | 30 | 15 | 4 | 11 | 61 | 47 | +14  |
| 9    | K. Helzold FC Zolder        | 28  | 30 | 12 | 4 | 14 | 44 | 49 | -5   |
| 10   | AS Herstalienne SR          | 27  | 30 | 10 | 7 | 13 | 50 | 49 | +1   |
| 11   | Sporting Alken              | 25  | 30 | 10 | 5 | 15 | 46 | 59 | -13  |
| 12   | R. FC Union La Calamine     | 24  | 30 | 9  | 6 | 15 | 37 | 77 | -40  |
| 13   | Union Momalloise            | 24  | 30 | 8  | 8 | 14 | 39 | 48 | -9   |
| 14   | K. Tongerse SV Cercle       | 22  | 30 | 8  | 6 | 16 | 39 | 63 | -24  |
| 15   | R. Dolhain FC               | 15  | 30 | 5  | 5 | 20 | 49 | 78 | -29  |
| 16   | R. Union Hutoise FC         | 8   | 30 | 3  | 2 | 25 | 31 | 91 | -60  |

#### Test-match pour attribuer le titre - Série D
Deux formations terminent, à égalité de points et de victoires, à la 1re place. Un test-match est organisé pour les départager et désigner le champion.
- La rencontre se déroule sur le terrain du Stade Waremme.

| Date                          | Match                           | Résultat |
| ----------------------------- | ------------------------------- | -------- |
| 5 mai 1968                    | Witgoor Sport Dessel - AS Eupen | 2-0      |
| WITGOOR SPORT DESSEL champion |                                 |          |

### Tournoi pour désigner le «Champion de Promotion»
Cette saison, le mini-tournoi organisé pour désigner le « Champion de Promotion » se déroule en une seule manche. Les rencontres se déroulent sur le terrain de la première équipe tirée.
| Dates                         | Domicile             | Déplacement         | Résultat |
| ----------------------------- | -------------------- | ------------------- | -------- |
| 12 mai 1968                   | Witgoor Sport Dessel | K. SC Maccabi V.A   | 3-1      |
| 19 mai 1968                   | K. SC Menen          | R. CS La Forestoise | 0-1      |
| 26 mai 1968                   | Witgoor Sport Dessel | R. CS La Forestoise | 6-3      |
| WITGOOR SPORT DESSEL champion |                      |                     |          |

## Récapitulatif de la saison
- Champion A: K. SC Menen 1er titre en Promotion (D4)
- Champion B: K. SC Maccabi VA 1er titre en Promotion (D4)
- Champion C: R. CS La Forestoise 2e titre en Promotion (D4)
- Champion D: K. Witgoor Sport Dessel 1er titre en Promotion (D4)
- Dixième et Onzième titres de Promotion (D4) pour la Province d'Anvers
- Quatorzième titre de Promotion (D4) pour la Province de Brabant
- Sixième titre de Promotion (D4) pour la Province de Fl. occidentale

| Région flamande (32)            | Région flamande (32) | Province de Brabant (13)     | Province de Brabant (13) | Région wallonne (19)   | Région wallonne (19) |
| ------------------------------- | -------------------- | ---------------------------- | ------------------------ | ---------------------- | -------------------- |
| Province d'Anvers               | 12                   | Région de Bruxelles-Capitale | 4                        | Province de Hainaut    | 4                    |
| Province de Flandre-Occidentale | 8                    | Province du Brabant flamand  | 7                        | Province de Liège      | 8                    |
| Province de Flandre-Orientale   | 5                    | Province du Brabant wallon   | 2                        | Province de Luxembourg | 5                    |
| Province de Limbourg            | 7                    |                              |                          | Province de Namur      | 2                    |

1. ↑  Au niveau footballistique, la province de Brabant est toujours unitaire malgré sa partition territoriale en 1995.

### Admission en D3 / Relégation de D3
Les quatre champions (Maccabi Anvers, La Forestoise, Menin et le Witgoor Dessel) sont promus en Division 3, d'où sont relégués Audenarde, Houthalen, La Louvière et Waremme

#### Relégations vers les séries provinciales
12 clubs sont relégués vers le 5e niveau désormais appelé « Première provinciale ».
| Clubs                                                                       |   | Provinces                       |
| --------------------------------------------------------------------------- | - | ------------------------------- |
| K. FC Waaslandia Burcht, K. Hoboken SK                                      | ⇒ | Province d'Anvers               |
| FC Denderzonen Pamel, R. CS Schaerbeek, SK St-Paulus Opwijk, R. Wavre Sport | ⇒ | Province de Brabant             |
|                                                                             | ⇒ | Province de Flandre-Occidentale |
| KM SK Deinze, FC Sporting St-Gillis/Waas                                    | ⇒ | Province de Flandre-Orientale   |
|                                                                             | ⇒ | Province de Hainaut             |
| R. Dolhain FC, R. Union Hutoise FC                                          | ⇒ | Province de Liège               |
| K. Tongerse SV Cercle                                                       | ⇒ | Province de Limbourg            |
|                                                                             | ⇒ | Province de Luxembourg          |
| UBS Auvelais                                                                | ⇒ | Province de Namur               |

#### Montées depuis les séries provinciales
Douze clubs sont admis en « Promotion » (4e niveau) depuis le 5e niveau désormais appelé « Première provinciale ».
| Provinces                       | Montant                                        |
| ------------------------------- | ---------------------------------------------- |
| Province d'Anvers               | FC Heist Sportief, VC Westerlo                 |
| Province de Brabant             | Eendracht Hoeilaart, VC De Leeuwkens Teralfene |
| Province de Flandre-Occidentale | SK Gullegem                                    |
| Province de Flandre-Orientale   | R. FC Renaisien                                |
| Province de Hainaut             | R. US Lessinoise                               |
| Province de Liège               | R. Fléron FC, R. Blégny FC                     |
| Province de Limbourg            | Hoeselt VV                                     |
| Province de Luxembourg          | Racing Athletic Florenvillois                  |
| Province de Namur               | Jeunesse Rochefortoise FC                      |

## Débuts en Promotion
Deux clubs ayant déjà évolué en séries nationales jouent pour la première fois en Promotion (D4).
- K. Kortrijk Sport 16e club flandrien occidental différent à évoluer à ce niveau.
- R. Dolhain FC 27e club liégeois différent à évoluer à ce niveau.

## Débuts en Séries nationales
Cinq clubs apparaissent pour la toute première fois en séries nationales.
- FC Verbroedering Meerhout, K. FC Dessel Sport 33e et 34e clubs anversois différents en Promotion (D4). - 59e et 69e en nationale.
- K. SC Grimbergen 39e club brabançon différent en Promotion (D4). - 56e en nationale.
- K. FC Standaard Lokeren 21e club flandrien oriental différent en Promotion (D4). - 28e en nationale.
- R. CS Halanzy 10e club luxembourgeois différent en Promotion (D4). - 14e en nationale.

194 clubs différents ont évolué en Promotion (D4).

## Sociétés Royales
En octobre 1967, le FC Lommelse SK (matricule 1986) adapte son appellation en K. FC Lommelse SK. Pour la Fédération, celle-ci prend concrètement court à partir de la saison suivante.

## Changement d'appellation
À la fin de cette saison, le K. Vereniging CS Yprois adapte son appellation officielle qui devient K. Vereniging CS Ieper à partir de la saison suivante.